# Фламинго (тип судов)
«Фламинго» — название серии служебно-вспомогательных катеров под общим проектным номером 1415.

## Проектирование
В 1961 году ВМФ СССР выдал ЦКБ-5 тактико-техническое задание на проектирование нового катера с модификациями базового рабочего катера и рейдового водолазного бота с целью замены катеров и ботов проекта 376. Все работы по проектированию нового унифицированного катера возглавил главный конструктор H. A. Макаров.
Проект разрабатывался одновременно в двух модификациях: рабочий катер для перевозки грузов и людей на внешних и внутренних рейдах портов и водолазный катер, предназначенный для проведения работ на глубинах до 45 метров на тех же акваториях портов.
Предварительное проектирование такого катера проектант уже выполнял, когда на основании материалов полученных с флотов в начале 1960-х годов было разработано техническое предложение нового базового рабочего катера «Орёл». По полученному техническому заданию был выполнен сокращенный технический проект под номером 1418 с двумя указанными модификациями и представлен заказчику на рассмотрение.
В августе 1971 года техническое предложение на проектирование катера проекта 1418Б было закончено. На основании этого технического предложения был разработан проект нового тактико-технического задания на проектирование базового рабочего катера с вариантом водолазного бота и представлен на рассмотрение и утверждение.
Это техническое задание было рассмотрено, одобрено и утверждено, а далее по этому техническому заданию началось проектирование серии катеров разного назначения под общим номером проекта 1415.

## Модификации
- проект 14151 (Р1415) — рабочие катера, рейдовые катера, средние таможенные суда
- проект 14152 (РВ1415) — рейдовые водолазные катера
- проект 14153 (РН1415) — рабочие катера для гражданских ведомств
- проект 14154 (РВН1415) — рейдовые водолазные катера для гражданских ведомств
- проект 14155 (П1415, 1415П) — пограничные сторожевые катера, шифр «Кулик»
- проект 14156 (Г-1415) — большие гидрографические катера
- проект 14157 (РН1415У) — «удешевлённый» проект рабочих катеров для гражданских ведомств
- проект 14158 (РВН-1415У) — «удешевлённый» проект рейдовых водолазных катеров для гражданских ведомств
- проект 14159 (ПВ1415) — противодиверсионные катера, большие сторожевые катера